# Ostslowakisches Hügelland

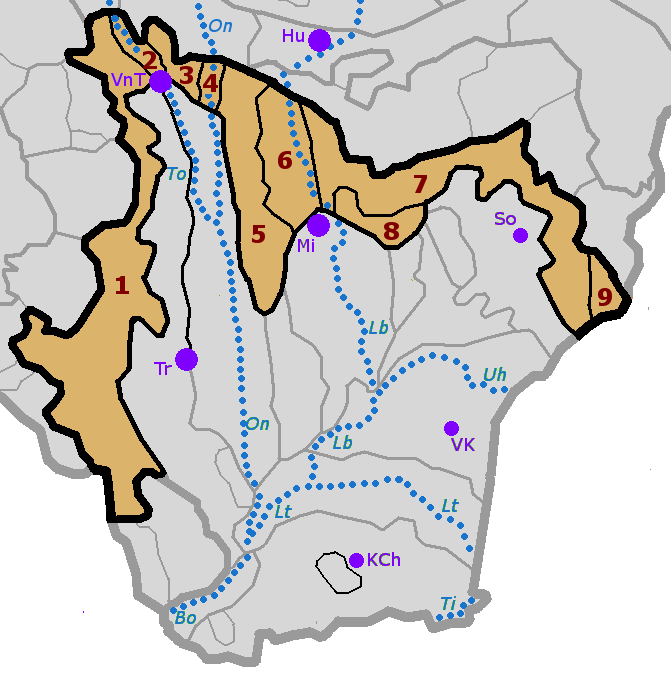
Ostslowakisches Hügelland mit Unterteilung

Das Ostslowakische Hügelland (slowakisch Východoslovenská pahorkatina) ist der gebirgigere Teil des Ostslowakischen Tieflands in der Slowakei.
Das Hügelland bildet ungefähr einen Halbring um die Ostslowakische Ebene von der ungarischen Grenze bei Michaľany im Südwesten bis zur ukrainischen Grenze bei Petrovce im Osten und trennt die Ebene von Gebirgen wie Slanské vrchy im Westen, den Niederen Beskiden im Norden und Vihorlat im Nordosten.
Es gliedert sich in die folgenden neun geomorphologischen Teile (siehe auch die Karte rechts):
1. Podslanská pahorkatina (Unter-Slanec-Hügelland)
2. Toplianska niva (Töpler Flur)
3. Vranovská pahorkatina (Vronauer Hügelland)
4. Ondavská niva (Ondauer Flur)
5. Pozdišovský chrbát (Rücken von Pozdišovce)
6. Laborecká niva (Labortzer Flur)
7. Podvihorlatská pahorkatina (Unter-Vihorlat-Hügelland)
8. Zalužická pahorkatina (Zalužicer Hügelland)
9. Petrovské podhorie (Gebirgsfuß von Petrovce)

Bedeutende Städte im Hügelland sind Sečovce, Vranov nad Topľou und Strážske. Der Stausee Zemplínska šírava befindet sich nordöstlich von Michalovce.